# Серёгино (Парфеньевский район)
Серёгино — упразднённая деревня в Парфеньевском муниципальном округе Костромской области России. Исключена из учётных данных в 2024 году.

## География
Находится в центральной части Костромской области приблизительно в 14 км по прямой на север-северо-запад от центра района села Парфеньево.

## История
В 1872 году здесь было учтено 13 дворов, в 1907 году —52, в 1907 году —17. В период существования Костромской губернии деревня относилась к Кологривскому уезду. До 2021 года деревня входила в Матвеевское сельское поселение.

## Население
| 2008 | 2010 | 2014 |
| ---- | ---- | ---- |
| 0    | →0   | →0   |

Постоянное население составляло 84 человека (1872 год), 57 (1897), 105 (1907), 0 как в 2002 году (русские 100 %), так и в 2022.